# Tomoyuki Higuchi
Tomoyuki Higuchi (樋口 知行 Higuchi Tomoyuki?), född 2 mars 1985 i Shizuoka prefektur, är en japansk före detta fotbollsspelare.
Higuchi började sin karriär 2005 i Thespa Kusatsu. Han spelade 3 ligamatcher för klubben. Han avslutade karriären 2005.